# Juwenalia
Juwenalia is een Pools studentenfeest waarbij de studenten de 'macht' over de stad krijgen. Op de eerste officiële dag vindt er 's ochtends een parade plaats naar het stadsplein om daar van de burgemeester de sleutel van de stad te ontvangen.
De tijd wanneer Juwenalia wordt gevierd verschild per stad. Daarnaast is het gebruikelijk om luid en duidelijk het lied van je universiteit te laten horen en zijn er diverse concerten om bij te wonen. Deze concerten zijn alleen toegankelijk met een geldige studentenpas.